# 2009年中华人民共和国国务院政府工作报告
2009年中华人民共和国国务院政府工作报告于2009年3月5日在第十一届全国人民代表大会第二次会议中由国务院总理温家宝发表。这是温家宝发表的第六份工作报告，也是其第二个总理任期内第一份政府工作报告。

## 内容

### 财政
去年国内生产总值超过30万亿元，比上年增长9%；物价总水平涨幅得到控制；财政收入6.13万亿元，增长19.5%；粮食连续五年增产，总产量10570亿斤，创历史最高水平。但上半年经历了汶川大地震的重创，下半年国际金融危机蔓延开来。今年是实施“十一五”规划的关键之年，也是进入新世纪以来中国经济发展最为困难的一年，改革发展稳定的任务十分繁重。宏观调控首要目标是坚持把扭转经济增速下滑趋势。今年会实施积极的财政政策。

### 民生
今年中央财政拟安排7161亿元投入“三农”；投入420亿元资金用于就业；安排430亿元，用于补助低保住房困难家庭的实物廉租房建设；投入1300亿元用地震灾区灾后重建。